# Susa (Magyarország)
Susa korábban önálló község, 1978 óta Ózd városrésze.

## Fekvése
A zsáktelepülés a Heves–Borsodi-dombságon, a II. katonai felmérés térképein még Susai patak néven jegyzett, ma Uraj-patak néven ismert patak forrásánál, a patak völgyének elején, a magyar-szlovák határ mellett, a városközponttól 6 km-re észak-északnyugatra található. Legközelebbi település 2,5 km-re északnyugatra Jéne (Janice), ahová földutakon keresztül lehet csak eljutni, északra 3,8 km-re Rimaszécs (Rimavská Seč), dél-délkeletre 3 km-re pedig Uraj (szintén Ózd része). A település tömegközlekedését a 8-as helyi járat jelenti.

## Népesség
A település népességének változása:

| 2001 | 200 |
| 2011 | 247 |

## Története
A Gömör vármegyei falu első írásos említése 1213-ban a Váradi regestrumban szerepel. Első ismert birtokosa a Hangony nemzetség volt, majd annak kihalta után a Losonczi család birtoka volt. A török elpusztította a falut, ami másfél évszázadig lakatlan maradt, s csak az 1700-as években kezdett újra benépesülni. Lakossága a középkor óta színmagyar.
Vályi András szerint SUSA. „Elegyes falu Gömör Várm. földes Ura Losonczy Uraság, lakosai külömbfélék, fekszik Sz. Simonhoz 290nem meszsze, és annak filiája; határja középszerű.”
Fényes Elek szerint „Sussa, magyar falu, Gömör és Kis-Honth egyesült vmegyékben, Rimaszombathoz délre 1 órányira, 79 kath., 93 ref. lak. F. u. többen.”
Az 1800-as években már mint református községet tartották számon.
1898-ban építették a templomot – a régi fatemplom helyére, téglából –, és 1983-ban felújították. A trianoni békeszerződésig Gömör és Kishont vármegye Rimaszécsi járásához tartozott. 1919-ben cseh megszállás alá került, és bár a békeszerződés alapján Magyarországon maradt, az idegen megszállás csak 1922-ben ért véget. Négy másik településsel együtt 1978-ban csatolták Ózdhoz.

## Nevezetességek
- 1850-ben Tompa Mihály is Susán vendégeskedett felesége rokonainál és itt, egy szilfa árnyékában írta meg a Gólyához című költeményét.
- A 19. században épült Bronts-kastély, ma a Szent Anna Szeretetotthon működik benne.